# Plaza de la Rinconada

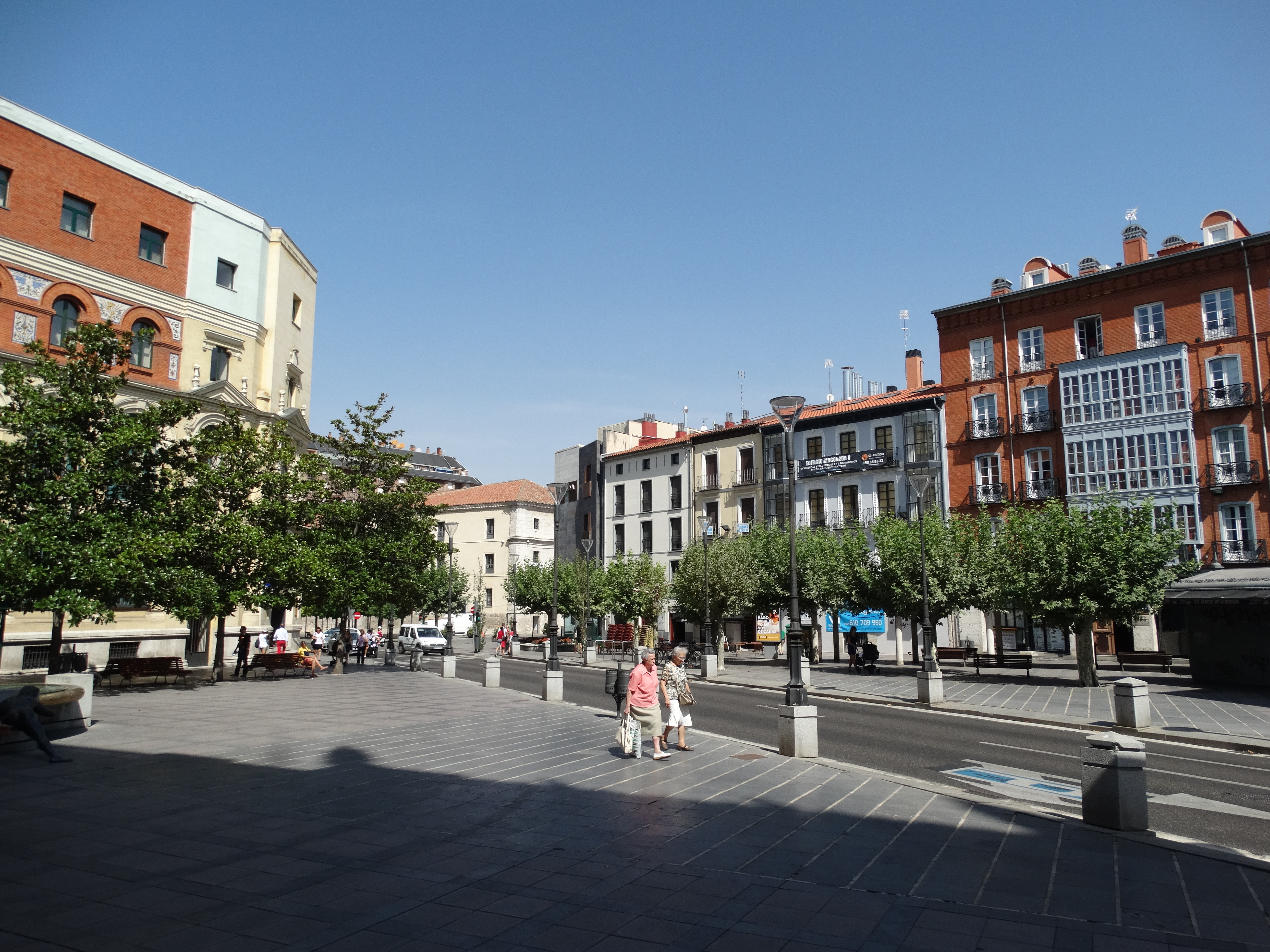
Vista de la Plaza de la Rinconada desde la parte trasera de la casa consistorial, con el Palacio de Correos y Telégrafos a la izquierda.

La plaza de la Rinconada es una de las plazas principales del centro de la ciudad de Valladolid, en la comunidad autónoma de Castilla y León, España. Es un punto de conexión entre los entornos de la Plaza Mayor y la casa consistorial, la iglesia del monasterio de San Benito el Real y el mercado del Val y la plaza del Poniente.

## Historia

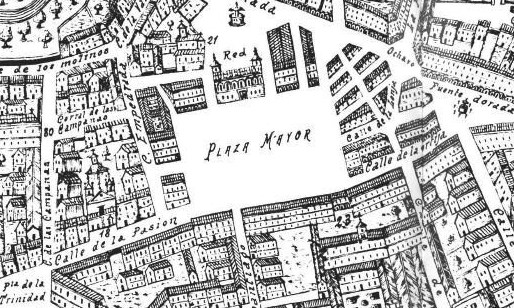
La Plaza Mayor de Valladolid en el plano elaborado por Ventura Seco, en 1738. En la parte norte, se aprecia la "Red", en la trasera de la antigua casa consistorial, y dentro de la plaza de la Rinconada.

Durante la Edad Media la actual plaza de la Rinconada recibió varios nombres, como: Rúa, Rúa Mayor, Rinconada de la Rúa, Rúa de la Rinconada o Rinconada del Mercado, nombres que en el siglo XVI dieron paso al actual. La plaza fue lugar de posadas, en las que se albergaban los comerciantes y mercaderes que llegaban a Valladolid.
Asimismo, de importancia histórica fue lo que se denominó "La Red", punto de la plaza destinado hasta el siglo XIX -cuando se convirtió en mercado público- a la venta de pescado. Existe constancia de la existencia de "La Red" desde al menos 1500, cuando un auto del Regimiento de fecha de 3 de enero establecía "que el pescado fresco de los que a esta villa de aquí en adelante se viniesen a vender se vendan dentro de la Red de esta villa y no fuera de ella, so pena de que los que lo vendieren caigan en pena por la primera vez de mil maravedíes y de perder todo el pescado que así vendieren. Por la segunda vez en pena de dos mil maravedíes y perdimiento de dicho pescado y la tercera vez de tres mil maravedíes, perder todo el pescado que así vendieren y de ser desterrados de esta villa y su tierra por diez días".
Esa actividad pescadera pronto requirió abastecimiento de agua, sobre todo para paliar malos olores. Al hacerse nuevo el viaje de aguas de Argales a finales del siglo XVI, la Rinconada fue incluida como uno de los espacios que contaría con una fuente. La fuente fue terminada en 1618, según trazas de Francisco de Praves. Esta fuente fue modificada posteriormente en 1725 y en 1842, hasta que en el último cuarto del siglo XIX se procedió a la reforma de la plaza de la Rinconada, desmontando la fuente y empleando sus piedras como base para la estatua de Cervantes que se erigió en la plaza de la Universidad.

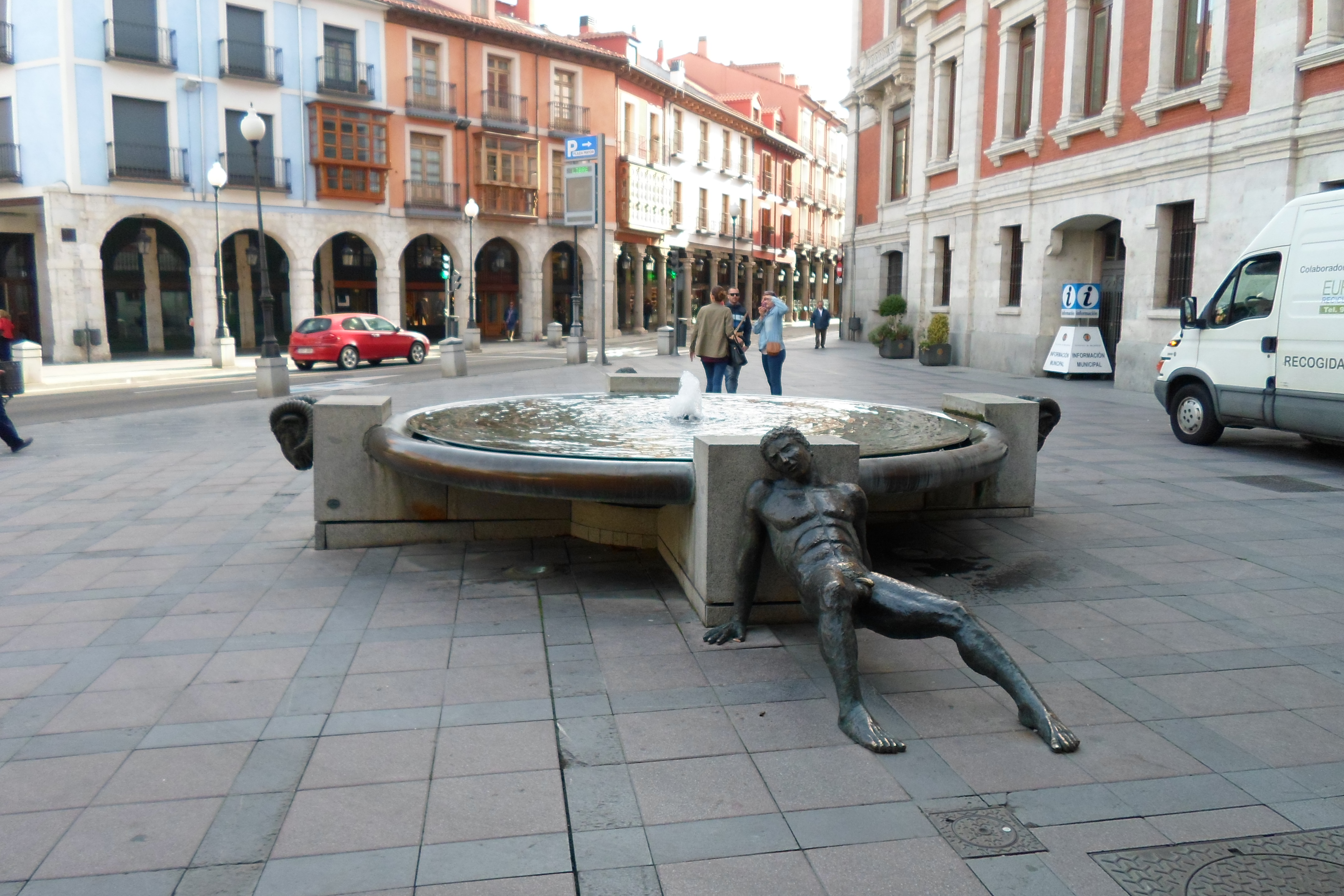
Fuente de los Colosos. Dos esculturas de dos hombres sujetan un gran pilón circular. Los hombres aparecen en actitud de esfuerzo, como símbolo de la construcción de Valladolid.

El espacio actual es resultado de la profunda transformación que experimentó la ciudad tras el incendio de 1561, que amplió la plaza de forma considerable, si bien manteniendo su irregularidad. Con la reconstrucción posterior al incendio, desde 1563 la Rinconada albergó la alhóndiga de la ciudad.
A comienzos del siglo XX se erigió en ella el Palacio de Correos y Telégrafos. En la década de 1990 se remodeló por completo la plaza y su entorno, instalándose en 1996 la Fuente de los Colosos, con proyecto del arquitecto Fernando González Poncio y esculturas de Pedro Monje.